# Kim Song-i
Kim Song-i, född den 10 augusti 1994, är en nordkoreansk bordtennisspelare.
Hon tog OS-brons i damsingel i samband med de olympiska bordtennisturneringarna 2016 i Rio de Janeiro..